# Steve Nzeocha
Steve Nzeocha (...) è un ex giocatore di football americano tedesco che ha giocato nel ruolo di linebacker.
Ha 3 fratelli che hanno giocato a football americano: Mark ed Eric, che hanno giocato in NFL e Paul, che ha giocato anche a pallacanestro.